# بیانکا کاستافیوره
بیانکا کاستافیوره (ایتالیایی: Bianca Castafiore؛ ‏تلفظ در ایتالیایی: [ˈbjaŋka kastaˈfjo:re])، با نام مستعار «بلبل میلان» (فرانسوی: le Rossignol milanais)، یک شخصیت خیالی در ماجراهای تن‌تن و میلو اثر کاریکاتوریست بلژیکی هرژه است. او یک خواننده اپرا است که از ماجرایی به ماجرای دیگر حضور دارد. در حالی که در سراسر جهان مشهور و مورد احترام هستند، اکثر شخصیت‌های اصلی داستان، صدای او را تیز، بلند و گوشخراش می‌دانند، به ویژه کاپیتان هادوک، که از قضا مورد علاقهٔ کاستافیوره است. او همچنین عادت دارد نام همه را - به استثنای تن‌تن و دستیاران شخصی خودش - اشتباه تلفظ کند (مانند «هاموک»، «پدوک» و «فاتستوک» برای کاپیتان هادوک)، کاستافیوره به صورت طنزآمیزی به عنوان خودشیفته، دهن‌بین، دمدمی و بلهوس، فراموشکار و پرحرف به تصویر کشیده می‌شود، اما در بیشتر موارد علاوه بر اراده‌ای آهنین، جنبه‌های شخصیتی سخاوتمند و اساساً دوست‌داشتنی هم از خود نشان می‌دهد.
نام او در زبان ایتالیایی به معنای «سفید» و نام خانوادگی به معنای «گل عفیف» است. او نخستین بار در سال ۱۹۳۹ ظاهر شد، اما از دهه ۱۹۵۰، هرژه او را تا حدی بر پایهٔ سوپرانوی یونانی ماریا کالاس بازآفرینی کرد.

## تاریخچهٔ شخصیت
این خواننده طناز ایتالیایی اپرا نخستین بار در عصای اسرارآمیز دیده شد و بعد در هفت گوی بلورین، ماجرای تورنسل، جواهرات کاستافیوره، کوسه‌های دریای سرخ، تن‌تن و پیکاروها هم ظاهر شد و در داستان ناتمام تن‌تن و هنر الفبا نیز حضور داشت. صدای او در رادیو در سرزمین طلای سیاه و در تن‌تن در تبت پخش می‌شود؛ کاپیتان هادوک در پرواز شماره ۷۱۴ او را در حال آواز خواندن تصور می‌کند و از آریای معروفش در هدف کره ماه یاد می‌کند. اگرچه او ظاهراً یکی از خوانندگان برجسته اپرا در نسل خود است، اما تنها چیزی که از آواز او در کتاب‌های وجود دارد، چند خط از آریای خاص او «آواز جواهرات» (l'air des bijoux، از اپرای فاوست شارل گونو) است که همیشه هم با صدای بسیار بلند اجرا می‌شود (و با نیرو و هیجانی پرشور و آشوب - آن اندازه که موهای کاپیتان را از هم جدا می‌کند، شیشه‌ها را ‌می‌شکند و بادِ نفسش، پردۀ لژ سالن را به عقب برمی‌گرداند - «او امشب صدای لطیفی دارد.»).
کاستافیوره هنگام اجرای تورهای موسیقی، معمولاً به‌همراه نوازندهٔ پیانوی خود ایگور واگنر و خدمتکارش ایرما سفر می‌کند. در تضاد با شهرت خود به‌عنوان یک خواننده برجستهٔ اپرا، در هفت گوی بلورین او سومین اجراکننده یک برنامه رنگارنگ است (هرچند در یک سالن اپرا به نام «موزیک هال پالاس» اجرا می‌شود)؛ یعنی پس از اجرای «راکدلام» مرتاض روشن‌بین و یک خنجرانداز به نام «رامون زارت» (که بعداً مشخص شد ژنرال آلکازار است) اما پیش از یک شعبده‌باز به نام «برنو». او عموماً در قالب یک خواننده زن با احساسات اغراق‌آمیز و بسیار آراسته و خوش‌پوش معرفی می‌شود که در عین حال، قلبی مهربان دارد. برای نمونه، در ماجرای تورنسل، او زمینهٔ یک انحراف توجه را برای پرت کردنِ حواسِ سرهنگ اسپونز بدخواه فراهم می‌کند تا تن‌تن و کاپیتان هادوک بتوانند فرار کنند و دوست خود را نجات دهند. یکی از موقعیت‌های خنده‌دار تکراری در این کتاب، بیزاری هادوک از کاستافیوره به این دلیل است که هرگز نامش را درست به‌خاطر نمی‌آورد (مثلا هادوک را با نام‌های هاموک، پادوک، پادلوک، هملوک، هاسوک، هاووک، ماگوت، بارتوک و بوت‌بلاک خطاب می‌کند). در جواهرات کاستافیوره روزنامه‌های زرد یک بار شایعاتی از یک رابطه عاشقانه و همچنین نامزدی بین کاستافیوره و کاپیتان هادوک چاپ کردند، همراه با عکس‌هایی از کاستافیوره که او را در کنار هادوکی ناخوشنود و آزرده‌خاطر در باغ قصر مولینسار نشان می‌دهد. این ماجرا کاملاً کاپیتان را ناراحت کرد، اما کاستافیوره که کاملاً به انتشار چنین اخبار جعلی و زرد دربارهٔ خودش در روزنامه‌ها عادت دارد، اصلاً ناراحت نشد.
یک بار هم کاستافیوره با اتهامات واهی توسط ژنرال تاپیوکا دیکتاتور آمریکای جنوبی و سرهنگ اسپونز زندانی شد تا از این طریق تورنسل، هادوک و تن‌تن را به سن تئودوروس بکشانند و در آنجا تله‌ای مرگبار برای آنها و رقیب تاپیوکا، ژنرال آلکازار پهن کنند (تن‌تن و پیکاروها). حیله آنها نتیجه معکوس داد، نه تنها به این دلیل که کاستافیوره تنفر و اعتراض خود را نسبت به دادگاه نمایشی و حبس ابدش، با اجرای ترانهٔ مشهورش «آواز جواهرات» در صحن دادگاه نشان داد و روند دادگاه با این عمل کاستافیوره دچار اخلال شد. در زندان هم کاستافیوره با زندان‌بانان راه نمی‌آمد و حسابی دردسرساز شده بود؛ از جمله آنکه یک باز ظرف ماکارونی خود را روی سر زندان‌بان خالی کرد، زیرا آن‌ها ماکارونی را آل دنته (دندان‌گیر) نپخته بودند.

## پس زمینه شخصیت و تأثیرات
اپرا یکی از موارد کُفردربیار و آزاردهنده برای هرژه بود و اصلاً از آن خوشش نمی‌آمد. او یک بار اعتراف کرد: «شرمنده‌ام که بگویم اپرا من را خسته می‌کند. بیشتر مایه خنده‌ام است.» و بنابراین، شاید تعجب آور نباشد که او خواننده‌ای کهن‌الگو را خلق کرد که آواز و اجرایش، خواننده را به خنده می‌انداخت.
اگرچه کاستافیوره آشکارا ایتالیایی است، اما آریای محبوب او برگرفته از یک اپرای فرانسوی است (فاوست توسط شارل گونو) تا آهنگسازانی چون وِردی، پوچینی، بلینی یا دونیزتی که ممکن است از یک ستاره لا اسکالا انتظار داشته باشیم (اگرچه درجواهرات کاستافیوره، او اشاره می‌کند که رپرتوار معمول او شامل روسینی، پوچینی، وِردی و گونو است). فاوست، و به‌ویژه این آریا، یکی از مشهورترین اپراهای روزگار در زمان زندگی هرژه بود، علاوه بر این، انتخاب این آریا برای کاستافیوره، عمداً طنزآمیز است: هرژه این خواننده مسن، پر زرق‌وبرق و کاملاً خودشیفته را به‌صورت «مارگریت» در فاوست، که تمثالی از بی‌ریایی و ساده‌دلی است، به تصویر می‌کشد. نمونه‌اش، لذت بردن از تصویر خود در آینه است، با این ترجیع‌بند: «هاااااا، می‌خندم… وقتی در این آینه خود را چنین زیبا می‌بینم…!»
بیانکا کاستافیوره توسط کیم استنگل در فیلم ۲۰۱۱ ماجراهای تن‌تن: راز اسب شاخدار به تصویر کشیده شده است که ماجراهایی از چندین کتاب را در اینجا ادغام کرده بود. رنه فلمینگ صداپیشگیِ آواز کاستافیوره را بر عهده داشت. هر چند کاستافیوره همیشه در کتاب‌های هرژه آن آواز خاص خودش را می‌خواند؛ در این فیلم اما، آریای متفاوتی به نام «می‌خواهم زندگی کنم…» از اپرای رومئو و ژولیت اثر شارل گونو ارائه می‌کند. به‌طور عجیبی، آهنگ پیش‌درآمد این آواز (اجراشده توسط ارکستری که نمی‌بینیم) در واقع برگرفته از آوازی پرجلوه و پر زیروبم به‌نام، «صدایی همین چند وقت پیش» از اپرا بوفای آرایشگر سویل اثر جواکینو روسینی است.
سیارک کاستافیوره ۱۶۸۳ که در سال ۱۹۵۰ کشف شد، به افتخار این شخصیت خیالی نامگذاری شده است.
کیم نیومن کاستافیوره را در رمان‌های تاریخ جایگزین خود «موریارتی: سگ شکاری دوربرویل‌ها» و «دراکولا چا چا چا» به همراه بسیاری از شخصیت‌های داستانی دیگر از سایر نویسندگان به‌کار برد.
گفته می‌شود شخصیت بیانکا کاستافیوره از مادربزرگِ خودِ هرژه الهام گرفته است - هرژه معتقد بود که پدرش پسر نامشروع پادشاه بلژیک لئوپولد دوم است، اما فقط مادربزرگش حقیقت را می‌دانست. او ارجاعات ظریفی، همچون اپراهایی را که بیانکا می‌خواند، با اشاره به چنین روایت‌هایی افزود.